# Nívar
Nívar ist eine Gemeinde in der Provinz Granada im Südosten Spaniens mit 1.069 Einwohnern (Stand: 2024). Die Gemeinde liegt in der Comarca Vega de Granada.

## Geografie
Nívar liegt im Zentrum des Landkreises Vega de Granada, der sich am nordöstlichen Rand der Sierra de la Alfaguara befindet. Die Gemeinde ist nur 14 km von der Provinzhauptstadt entfernt. Gleichzeitig wird sie von den Gemeinden Cogollos Vega, Huétor Santillán, Alfacar und Güevéjar begrenzt.

## Geschichte
Der Ort entstand um einen Wachturm herum, der von den Araber Hizn al-nibal genannt wurde. Heute ist er ein Wohnvorort von Granada.